# Aphoenops cissauguensis
Aphoenops cissauguensis is een keversoort uit de familie van de loopkevers (Carabidae). De wetenschappelijke naam van de soort is voor het eerst geldig gepubliceerd in 2008 door Faille & Bourdeau.